# Годеч (община)
Община Годеч се намира в Западна България и е една от съставните общини на Софийска област.

## География

### Географско положение, граници, големина
Общината е разположена в северозападната част на Софийска област. С площта си от 374,68 km2 заема 6-о място сред 22-те общините на областта, което съставлява 5,29% от територията на областта. Границите ѝ са следните:
- на изток – община Своге;
- на югоизток – община Костинброд;
- на юг – община Драгоман;
- на запад – Сърбия;
- на север – община Берковица, област Монтана;

### Природни ресурси

#### Релеф
Релефът на общината е хълмист, ниско, средно и високо планински, като територията ѝ изцяло попада в пределите на Западна Стара планина.
Северната част на общината, между прохода Петрохан на изток и държавната граница с Република Сърбия на запад се заема от югоизточните склонове на Берковска планина. В нея, на 8 km северозападно от прохода, на границата с община Берковица се извисява най-високата ѝ точка – връх Ком (2015,8 m), която е и най-висока точка на община Годеч. Югоизточно от прохода и източно от долината на река Нишава в пределите на общината попадат западните части на Понор планина. На 2,5 km северно от село Бракьовци се издига първенецът на Понор връх Равно буче (1499 m).
В централната част на общината се простира планината Вучибаба. Тя има овална форма с дължина около 12 km и ширина до 5 km с много стръмни, на места отвесни склонове. На север, чрез висока седловина се свързва с Берковска планина, на изток и югоизток достига до долината на река Нишава, на юг до Годечката котловина, а на запад, в района на село Ропот се свързва с крайните югоизточни части на планината Видлич. Най-високата ѝ точка връх Големи дел 1362,9 m се намира на 2 km югозападно от село Губеш.
Между Берковска планина на север и североизток, планината Вучибаба на юг и планина Видлич на югозапад в пределите на България попада крайната югоизточна, най-висока част на котловината Висок, в която са разположени три села – Бърля, Комщица и Смолча.
Западно и северозападно от планината Вучибаба в пределите на община Годеч попадат крайните югоизточни части на планината Видлич (останалите 90% от планината са на сръбска територия). Най-високата ѝ точка в България 1110,3 m се намира на граничната бразда, на 3 km северно от село Станянци.
Южно от планината Вучибаба се простира малката Годечка котловина. Тя се простира от запад на изток на 10 km, а ширината ѝ е 5-6 km. Надморската ѝ височина варира от 650 до 780 m. В нея югозападно от село Разбоище, на границата с община Драгоман в коритото на река Нишава се намира най-ниската точка на общината – 550 m н.в.
Южно от Годечката котловина, на територията на община Годеч се простират северните, полегати склонове на планината Чепън (част от Западна Стара планина). Най-високата ѝ точка от 1179,2 m се намира на 3 km южно от село Мургаш, на границата с община Драгоман.

#### Води
Основна водна артерия на община Годеч е река Нишава (191 km, от които 40 km в България, десен приток на река Южна Морава в Сърбия). Тя извира на около 1100 m югоизточно от връх Ком в Берковска планина, на 1740 m н.в. под името Гинска река. Първите около 8 km до прохода Петрохан тече в югоизточна посока, след което завива на юг в дълбока долина, разделяща Берковска планина на запад от планината Понор на изток. На 43°02′ с. ш. 23°07′ и. д. / 43.033333° с. ш. 23.116667° и. д. завива на запад, преминава през Годечката котловина, където вече получава името си Нишава, между селата Разбоище и Калотина образува дълбок пролом и напуска пределите на община Годеч. Нейни основни притоци в общината са: Зли дол (десен), Шумска река (ляв) и Забърдска река (десен). Забърдска река води началото си от сръбска територия и в България протича с долното си течение през селата Станянци и Връдловци.
В северната част на община Годеч протича най-горното течение на река Височица (Комщица, Брълска река 71 km, от които 16,7 km в България). Тя извира под името Сребърна под връх Камара в Берковска планина и тече на юг. Приема притоците Куратска река, Криви поток, Губешка река и Реновщица. При село Комщица прави завой за запад, навлиза в котловината Висок и след няколко километра напуска територията на България. Над село Комщица реката преминава през каньон с красиви скални образования. Там могат да се намерят фосили от юрския период: амонити, белемнити, миди.

## Население

### Етнически състав (2011)
Численост и дял на етническите групи според преброяването на населението през 2011 г.:
|                     | Численост | Дял (в %) |
| Общо                | 5375      | 100,00    |
| Българи             | 5162      | 96,04     |
| Турци               | –         | -         |
| Цигани              | 20        | 0,37      |
| Други               | –         | -         |
| Не се самоопределят | –         | -         |
| Неотговорили        | 187       | 3,48      |

### Движение на населението (1934 – 2021)
| Община Годеч                                  | Община Годеч | Община Годеч | Община Годеч | Община Годеч | Община Годеч | Община Годеч | Община Годеч | Община Годеч | Община Годеч | Община Годеч | Община Годеч |
| --------------------------------------------- | ------------ | ------------ | ------------ | ------------ | ------------ | ------------ | ------------ | ------------ | ------------ | ------------ | ------------ |
| Година                                        | 1934         | 1946         | 1956         | 1965         | 1975         | 1985         | 1992         | 2001         | 2011         | 2021         |              |
| Население                                     | 14832        | 14861        | 13189        | 10310        | 9021         | 8143         | 7545         | 6604         | 5375         | 4927         |              |
| Източници: Национален Статистически Институт, |              |              |              |              |              |              |              |              |              |              |              |

### Населени места
Общината има 20 населени места с общо население от 4927 жители към 7 септември 2021 г.
| Населено място | Население (2021 г.) | Площ на землището km2 | Забележка (старо име) | Населено място | Население (2021 г.) | Площ на землището km2 | Забележка (старо име)           |
| -------------- | ------------------- | --------------------- | --------------------- | -------------- | ------------------- | --------------------- | ------------------------------- |
| Бракьовци      | 50                  | 40,563                |                       | Комщица        | 68                  | 47,244                |                                 |
| Букоровци      | 19                  | 5,079                 |                       | Лопушня        | 34                  | 5,185                 |                                 |
| Бърля          | 21                  | 26,159                |                       | Мургаш         | 32                  | 12,476                |                                 |
| Връдловци      | 16                  | 6,120                 | Върдоловци            | Равна          | 10                  | 12,393                |                                 |
| Върбница       | 23                  | 7,141                 |                       | Разбоище       | 38                  | 7,063                 |                                 |
| Гинци          | 142                 | 40,652                |                       | Ропот          | 15                  | 6,860                 |                                 |
| Годеч          | 4086                | 56,305                |                       | Смолча         | 8                   | 12,108                |                                 |
| Голеш          | 42                  | 15,468                |                       | Станянци       | 8                   | 7,971                 |                                 |
| Губеш          | 26                  | 23,842                |                       | Туден          | 95                  | 14,621                |                                 |
| Каленовци      | 20                  | 5,646                 |                       | Шума           | 174                 | 21,785                |                                 |
|                |                     |                       |                       | ОБЩО           | 4927                | 374,680               | няма населени места без землища |

## Административно-териториални промени
- Указ № 519/обн. 26.12.1909 г. – признава м. Равна за с. Равна;
- Указ № 148/обн. 29.05.1956 г. – обединява махалите Глотница, Неголова (Негулева) и Старо село в едно ново населено място – гр. Годеч;
- Указ № 128/обн. 11.08.1961 г. – признава н.м. Вакарел (от сборно село Шума) за отделно населено място – с. Шума;
- указ № 57/обн. 05.02.1965 г. – заличава махалите Раетска и Странска и ги присъединява като квартали на с. Шума;
- Указ № 960/обн. 4 януари 1966 г. – уточнява името на с. Върдоловци на с. Връдловци;
- Указ № 1885/обн. 06.09.1974 г. – заличава махалите Елечанова, Йовкина, Молак, Стойкина и Трап и ги присъединява като квартали на гр. Годеч.

## Транспорт
През територията на общината, на протежение от 5,8 km преминава последният участък от трасето на жп линията Калотина – Станянци от Железопътната мрежа на България.
През общината преминават изцяло или частично 3 пътя от Републиканската пътна мрежа на България с обща дължина 53 km:
- участък от 14 km от Републикански път II-81 (от km 40,2 до km 54,2);
- участък от 18,4 km от Републикански път III-813 (от km 0,6 до km 19,0);
- целият участък от 20,6 km от Републикански път III-8132.

## Топографска карта
- Лист от карта K-34-34. Мащаб: 1 : 100 000.
- Лист от карта K-34-35. Мащаб: 1 : 100 000.
- Лист от карта K-34-46. Мащаб: 1 : 100 000.
- Лист от карта K-34-47. Мащаб: 1 : 100 000.